# Divisió de Peshawar
La divisió de Peshawar fou una antiga entitat administrativa inicialment del Panjab i des de 1902 de la província de la Frontera del Nord-oest. Les divisions del Pakistan foren abolides amb les reformes administratives del 2000.
La divisió de Peshawar dins el Panjab estava sota un comissionat dependent del tinent governador del Panjab, format pels districtes de Peshawar, Hazara i Kothat, amb una superfície de 21.706 km² i una població el 1881 d'1.181.289 habitants. Hi havia a la divisió 16 ciutats i 2224 pobles. El 93,4% dels habitants eren musulmans i el 5,8% hindús; hi havia també alguns milers de sikhs i cristians i menys de cent d'altres religions (jains, parsis, etc.). Ètnicament eren paixtus. Les ciutats principals eren Peshawar (ciutat i cantonmment), Kohat i Naushahra; seguien tretze ciutats menors. Set de les ciutats eren municipalitats. Sota autoritat del comissionat hi havia els comissionats de districte, els ajudants judicials del comissionat, els ajudants o ajudants extraordinaris del comissionat, dotze tahsildars, 3 munsifs i 4 magistrats honoraris amb 40 corts civils i 47 criminals. La divisió estava formada per tres districtes, 11 tahsils i 43 thanes (cercles policials).
El 1902 el comissionat va quedar suprimit i substituït per la Província de la Frontera del Nord-oest que va quedar formada per dos divisions: divisió de Dera Ismail Khan i Peshawar. El 1976 la divisió de Peshawar es va dividir en tres divisions: Hazara, Kohat i Peshawar (cada divisió formada pel que havia estat un dels tres districtes de la divisió original). L'antic tehsil de Peshawar va conformar en endavant el nou districte de Peshawar.